# فرهاد کاظمی (استاد علوم سیاسی)
فرهاد کاظمی، پروفسور علوم سیاسی، خاورمیانه و اسلام‌شناسی و استاد مطالعات خاورمیانه و علوم سیاسی دانشگاه نیویورک است. او لیسانسش را در رشته علوم سیاسی از کالج کالگیت در ۱۹۶۴، فوق لیسانس علوم سیاسی در سال ۱۹۶۶ از دانشگاه جرج واشنگتن و فوق لیسانس دین‌شناسی در خاورمیانه در سال ۱۹۶۸ از دانشگاه هاروارد و دکترایش را در سال ۱۹۷۳ در رشته علوم سیاسی از دانشگاه میشیگان دریافت کرده‌است. او رئیس «انجمن مطالعات خاورمیانه در آمریکای شمالی» و «جامعه بین‌المللی ایرانشناسی» است. او عضو سازمان‌های تخصصی شامل «شورای روابط خارجی» است. او هم‌اکنون عضو هیئت اجرائی دانشگاه آمریکایی قاهره است. زمینه کاری کاظمی، سیاست‌های بین‌المللی و مقایسه‌ای و سیاست‌های خاورمیانه است. او در دانشگاه‌های پرینستون و آکسفورد و میشیگان و پنسیلوانیا تدریس می‌کند.

## آثار
مقالاتی که نوشته‌است:
- Farhad Kazemi and Ervand Abrahamian, “The Non-Revolutionary Peasantry of Modern Iran,” Iranian Studies 9, 1976
- FEDĀʾĪĀN-E ESLĀM in Encyclopædia Iranica ,December 15, 1999
- Civil Society in Iran (two special issues in Persian of Iran Nameh, 1995-1996)

کتاب‌هایی که ویراستارشان بوده‌است :
- Iranian Revolution in Perspective (1980)
- (with R.D. McChesney) A Way Prepared: Studies on Islamic Culture in Honor of Richard Bayly Winder (1988)
- (With John Waterbury) Peasants and Politics in the Modern Middle East (1991)